# Pastillodes areolatus
Pastillodes areolatus là một loài bọ cánh cứng trong họ Cybocephalidae. Loài này được Normand miêu tả khoa học năm 1940.